# Airola
Airola község (comune) Olaszország Campania régiójában, Benevento megyében.

## Fekvése
A megye délnyugati részén fekszik, 35 km-re északkeletre Nápolytól, 20 km-re délnyugatra a megyeszékhelytől. Határai: Arpaia, Bonea, Bucciano, Forchia, Moiano, Paolisi és Rotondi

## Története
Az ókor óta lakott vidék. Alapítására vonatkozóan nincsenek pontos adatok, de valószínűleg már a szamniszok előtt lakták. Az i. e. 4. században a rómaiak szerezték meg. A polgárháborúk során Lucius Cornelius Sulla seregei feldúlták. A település a normann idők óta a salernói hercegek birtoka lett. V. Károly nápolyi király idején királyi birtok lett, majd ismét hűbérbirtok lett a 19. század elejéig, amikor a Nápolyi Királyságban felszámolták a feudalizmust.

## Népessége
A népesség számának alakulása:

## Főbb látnivalói
Legfőbb turisztikai látványosságai egy középkori erődítmény és az óváros középkori épületei: 
- San Gabriele di Monte Oliveto-templom
- Santissim Annunziata-templom
- Madonna del Carmine-templom